# آندریا منگونی
آندریا منگونی (انگلیسی: Andrea Mengoni؛ زادهٔ ۱۶ سپتامبر ۱۹۸۳) بازیکن فوتبال اهل ایتالیا است.
از باشگاه‌هایی که در آن بازی کرده‌است می‌توان به باشگاه فوتبال آسکولی، باشگاه فوتبال کیه‌وو ورونا، باشگاه فوتبال فروزینونه، باشگاه فوتبال پیاچنزا، باشگاه فوتبال دلفینو پسکارا، باشگاه فوتبال چزنا، باشگاه فوتبال بنونتو، و باشگاه فوتبال آولینو اشاره کرد.
وی همچنین در تیم ملی فوتبال Italy U20 Serie C بازی کرده‌است.